# Tønsberg
Tønsberg est une ville et commune située dans la partie méridionale de la Norvège. Elle est le chef-lieu du comté de Vestfold.
La population de la ville était de 53 018 en 2020, et celle de la municipalité 56 293. Tønsberg est ainsi la dixième plus grande ville de Norvège.
Outre Tønsberg, il y a les localités de Husvik, Ramnes, Våle,Vear, Revetal/Bergsåsen, Barkåker, Sem, Kirkevoll/Brekkeåsen, Solerød, Linnestad et Undrumsdal. La ville d'Åsgårdstrand se trouve en partie dans Horten et en partie dans la municipalité de Tønsberg. Le canton de Tønsberg est le dixième plus grand de Norvège.

## Histoire
D'après Snorre Sturluson, la ville aurait été fondée avant 871, et serait donc la plus ancienne de Norvège, ce qui est appuyé par une campagne de fouilles en 2012. La ville est mentionnée pour la première fois par un contemporain, le chroniqueur Orderic Vital vers 1130.
Tønsberg était la capitale du parti des Bagler, opposé aux Birkebeiner qui assiègent la forteresse Tunsberghus pour affamer les Bagler s'y étant réfugiés.
Tønsberg a été l'un des centres politiques de la Norvège pendant tout le moyen-Âge. Magnus VI Lagabøte fait agrandir la forteresse de Tunsberghus (aujourd'hui Slottsfjellet), à la fin du XIIIe siècle. Le concordat Sættargjerden entre le roi Magnus VI et l'Église catholique est signé à Tønsberg en 1277.
Des soldats suédois brûlent la forteresse en 1503. L'administration du len (comté) de Tønsberg est alors transféré dans la ville, qui est anéantie par un incendie en 1536. Tønsberg ne retrouve sa prééminence qu'au début du XVIIIe siècle où s'y développent la marine marchande et l'exploitation de siècle. Elle devient une grande station baleinière au tout-début du XXe siècle.
Au cours de l'occupation de la Norvège par le Troisième Reich, le camp de concentration de Berg est construit dans la ville par les collaborationnistes du Nasjonal Samling. Ce camp servit à l'internement des prisonniers politiques et des Juifs dans le cadre de la Shoah en Norvège.

## Personnalités liées à la commune
- Linda Andersen (1969-), navigatrice, championne olympique.
- Anders Aukland
- Magnus Carlsen
- Svend Foyn
- Steffen Kjærgaard
- Stian Hole
- Lene Grawford Nystrom
- Petter Furuseth Olsen
- Ingvar Ambjørnsen
- Ronny Johnsen
- Lise Karlsnes
- Trygve Knudsen (1897-1968), philologue, linguiste et lexicographe.
- Heidi Løke
- Eugène Olaussen (1887-1962), journaliste et homme politique, est né à Tønsberg.
- Petter Sørlle
- Linda Kvam, chanteuse.

## Îles de la commune
- Husøy
- Jarlsø
- Nøtterøy
- Torgersøya

## Aires protégées
- Réserve naturelle d'Akersvannet [7]
- Réserve naturelle de Bliksekilen
- Réserve naturelle de Gullkronene
- Réserve naturelle de Krøsstjernåsen
- Réserve naturelle de Langrudmyra
- Réserve naturelle de Tangenbekken
- Réserve naturelle de Tolvmannsmyr
- Réserve naturelle de Våle prestegårdsskog
- Système de zones humides Ilene et Presterødkilen [8]

## Jumelages
| Ville | Ville      | Pays | Pays      |
| ----- | ---------- | ---- | --------- |
|       | Linköping  |      | Suède     |
|       | Spire      |      | Allemagne |
|       | Évora      |      | Portugal  |
|       | Ísafjörður |      | Islande   |